# Grande Prêmio da Espanha de 2017 (MotoGP)
O Grande Prêmio da MotoGP da Espanha de 2017 ocorreu em 07 de maio.

## Resultados

### Classificação MotoGP
| Pos | Piloto           | Equipe                      | Moto    | Tempo     | Pontos |
| --- | ---------------- | --------------------------- | ------- | --------- | ------ |
| 1   | Dani Pedrosa     | Repsol Honda Team           | Honda   | 45'26.827 | 25     |
| 2   | Marc Marquez     | Repsol Honda Team           | Honda   | +6.136    | 20     |
| 3   | Jorge Lorenzo    | Ducati Team                 | Ducati  | +14.767   | 16     |
| 4   | Johann Zarco     | Monster Yamaha Tech 3       | Yamaha  | +17.601   | 13     |
| 5   | Andrea Dovizioso | Ducati Team                 | Ducati  | +22.913   | 11     |
| 6   | Maverick Viñales | Movistar Yamaha MotoGP      | Yamaha  | +24.556   | 10     |
| 7   | Danilo Petrucci  | OCTO Pramac Racing          | Ducati  | +24.959   | 9      |
| 8   | Jonas Folger     | Monster Yamaha Tech 3       | Yamaha  | +27.721   | 8      |
| 9   | Aleix Espargaro  | Aprilia Racing Team Gresini | Aprilia | +31.233   | 7      |
| 10  | Valentino Rossi  | Movistar Yamaha MotoGP      | Yamaha  | +38.682   | 6      |
| 11  | Scott Redding    | OCTO Pramac Racing          | Ducati  | +40.979   | 5      |
| 12  | Hector Barbera   | Reale Avintia Racing        | Ducati  | +43.199   | 4      |
| 13  | Loris Baz        | Reale Avintia Racing        | Ducati  | +43.211   | 3      |
| 14  | Bradley Smith    | Red Bull KTM Factory Racing | KTM     | +47.964   | 2      |
| 15  | Karel Abraham    | Pull&Bear Aspar Team        | Ducati  | +51.279   | 1      |
| 16  | Sam Lowes        | Aprilia Racing Team Gresini | Aprilia | +1'08.885 | 0      |
| 17  | Takuya Tsuda     | Team SUZUKI ECSTAR          | Suzuki  | +1'27.450 | 0      |

### Classificação Moto2
| Pos | Piloto              | Equipe                      | Moto     | Tempo     | Pontos |
| --- | ------------------- | --------------------------- | -------- | --------- | ------ |
| 1   | Alex Marquez        | EG 0,0 Marc VDS             | Kalex    | 43'24.350 | 25     |
| 2   | Francesco Bagnaia   | SKY Racing Team VR46        | Kalex    | +3.442    | 20     |
| 3   | Miguel Oliveira     | Red Bull KTM Ajo            | KTM      | +4.958    | 16     |
| 4   | Mattia Pasini       | Italtrans Racing Team       | Kalex    | +6.824    | 13     |
| 5   | Luca Marini         | Forward Racing Team         | Kalex    | +6.917    | 11     |
| 6   | Marcel Schrotter    | Dynavolt Intact GP          | Suter    | +9.561    | 10     |
| 7   | Dominique Aegerter  | Kiefer Racing               | Suter    | +10.266   | 9      |
| 8   | Thomas Luthi        | CarXpert Interwetten        | Kalex    | +11.594   | 8      |
| 9   | Yonny Hernandez     | AGR Team                    | Kalex    | +19.212   | 7      |
| 10  | Axel Pons           | RW Racing GP                | Kalex    | +19.293   | 6      |
| 11  | Lorenzo Baldassarri | Forward Racing Team         | Kalex    | +19.672   | 5      |
| 12  | Jorge Navarro       | Federal Oil Gresini Moto2   | Kalex    | +24.487   | 4      |
| 13  | Hafizh Syahrin      | Petronas Raceline Malaysia  | Kalex    | +25.522   | 3      |
| 14  | Ricard Cardus       | Red Bull KTM Ajo            | KTM      | +26.049   | 2      |
| 15  | Tetsuta Nagashima   | Teluru SAG Team             | Kalex    | +26.089   | 1      |
| 16  | Fabio Quartararo    | Pons HP40                   | Kalex    | +29.877   | 0      |
| 17  | Edgar Pons          | Pons HP40                   | Kalex    | +33.799   | 0      |
| 18  | Isaac Viñales       | BE-A-VIP SAG Team           | Kalex    | +35.196   | 0      |
| 19  | Xavier Simeon       | Tasca Racing Scuderia Moto2 | Kalex    | +40.950   | 0      |
| 20  | Jesko Raffin        | Garage Plus Interwetten     | Kalex    | +43.165   | 0      |
| 21  | Takaaki Nakagami    | IDEMITSU Honda Team Asia    | Kalex    | +43.282   | 0      |
| 22  | Remy Gardner        | Tech 3 Racing               | Tech 3   | +47.675   | 0      |
| 23  | Axel Bassani        | Speed Up Racing             | Speed Up | +48.478   | 0      |
| 24  | Federico Fuligni    | Kiefer Racing               | Suter    | +1'11.416 | 0      |
| 25  | Stefano Manzi       | SKY Racing Team VR46        | Kalex    | +1'15.738 | 0      |
| 26  | Andrea Locatelli    | Italtrans Racing Team       | Kalex    | 1 volta   | 0      |

### Classificação Moto3
| Pos | Piloto                 | Equipe                     | Moto     | Tempo     | Pontos |
| --- | ---------------------- | -------------------------- | -------- | --------- | ------ |
| 1   | Aron Canet             | Estrella Galicia 0,0       | Honda    | 41'25.706 | 25     |
| 2   | Romano Fenati          | Marinelli Rivacold Snipers | Honda    | +0.031    | 20     |
| 3   | Joan Mir               | Leopard Racing             | Honda    | +0.155    | 16     |
| 4   | Marcos Ramirez         | Platinum Bay Real Estate   | KTM      | +0.358    | 13     |
| 5   | Fabio Di Giannantonio  | Del Conca Gresini Moto3    | Honda    | +0.946    | 11     |
| 6   | Andrea Migno           | SKY Racing Team VR46       | KTM      | +1.162    | 10     |
| 7   | Nicolo Bulega          | SKY Racing Team VR46       | KTM      | +1.417    | 9      |
| 8   | Enea Bastianini        | Estrella Galicia 0,0       | Honda    | +1.456    | 8      |
| 9   | Jorge Martin           | Del Conca Gresini Moto3    | Honda    | +1.961    | 7      |
| 10  | Juanfran Guevara       | RBA BOE Racing Team        | KTM      | +2.000    | 6      |
| 11  | Bo Bendsneyder         | Red Bull KTM Ajo           | KTM      | +7.431    | 5      |
| 12  | Jules Danilo           | Marinelli Rivacold Snipers | Honda    | +9.958    | 4      |
| 13  | Gabriel Rodrigo        | RBA BOE Racing Team        | KTM      | +10.028   | 3      |
| 14  | Albert Arenas          | Mahindra Northgate Aspar   | Mahindra | +10.665   | 2      |
| 15  | Ayumu Sasaki           | SIC Racing Team            | Honda    | +14.062   | 1      |
| 16  | Livio Loi              | Leopard Racing             | Honda    | +20.451   | 0      |
| 17  | Kaito Toba             | Honda Team Asia            | Honda    | +20.699   | 0      |
| 18  | Jakub Kornfeil         | Peugeot MC Saxoprint       | Peugeot  | +20.836   | 0      |
| 19  | Lorenzo Dalla Porta    | Mahindra Northgate Aspar   | Mahindra | +21.624   | 0      |
| 20  | Darryn Binder          | Platinum Bay Real Estate   | KTM      | +34.081   | 0      |
| 21  | Nakarin Atiratphuvapat | Honda Team Asia            | Honda    | +37.754   | 0      |
| 22  | Niccolò Antonelli      | Red Bull KTM Ajo           | KTM      | +37.799   | 0      |
| 23  | Tony Arbolino          | SIC58 Squadra Corse        | Honda    | +37.915   | 0      |
| 24  | Maria Herrera          | AGR Team                   | KTM      | +38.014   | 0      |
| 25  | Raul Fernandez         | Mahindra MRW Aspar Team    | Mahindra | +57.408   | 0      |
| 26  | Patrik Pulkkinen       | Peugeot MC Saxoprint       | Peugeot  | +57.494   | 0      |
| 27  | Manuel Pagliani        | CIP                        | Mahindra | +1'00.920 | 0      |